# Karanjia
Karanjia es una ciudad y comité de área notificada situada en el distrito de Mayurbhanj en el estado de Odisha (India). Su población es de 22865 habitantes (2011). Se encuentra a 5 km de Baripada y a 221 km de Bhubaneswar. 

## Demografía
Según el censo de 2011 la población de Karanjia era de 22865 habitantes, de los cuales 11334 eran hombres y 11531 eran mujeres. Karanjia tiene una tasa media de alfabetización del 83,35%, superior a la media estatal del 72,87%: la alfabetización masculina es del 89,10%, y la alfabetización femenina del 77,76%.